# Linda Villumsen
Pour les articles homonymes, voir Villumsen.
Linda Melanie Villumsen Serup, née le 9 avril 1985 à Herning est une coureuse cycliste néo-zélandaise, d'origine danoise. Elle est championne du monde du contre-la-montre en 2015.

## Biographie
Linda Melanie Villumsen Serup intègre en 2005 l'équipe Buitenpoort - Flexpoint Team. Durant cette première année, elle prend notamment la deuxième place du Tour de Drenthe. L'année suivante, elle remporte les épreuves en ligne et contre-la-montre des championnats du Danemark et la Route de France.

### Saison 2007
En 2007, elle rejoint l'équipe T-Mobile,. 
Elle participe au Tour de l'Aude. Sur la sixième étape, Linda Villumsen part en échappée avec cinq autres coureuses. Dans le final, elle part avec Joanne Kiesanowski, qu'elle bat au sprint pour s'imposer. Elle ne défend pas son titre aux championnats du Danemark,. Mi-juillet, elle remporte pour la deuxième fois le championnat d'Europe Espoirs du contre-la-montre.
Elle court au Tour de Nuremberg et y chute. Elle doit annoncer son forfait pour le championnat du monde.

### Saison 2008
En 2008, Linda Villumsen remporte l'épreuve contre-la-montre des championnats du Danemark avec plus de deux minutes d'avance sur le seconde et l'épreuve en ligne,.
Elle dispute le Tour d'Italie. Sur le contre-la-montre de la cinquième étape, elle est quatrième. 
Sur la course en ligne des Jeux olympiques, à treize kilomètres de l'arrivée, Linda Villumsen suit l'attaque de Tatiana Guderzo et se trouve ainsi dans le groupe de tête avec Nicole Cooke, Christiane Soeder et Emma Johansson. À l'arrivée, elle termine cinquième. Sur le contre-la-montre, elle termine treizième.
Elle est sélectionnée aux championnats du monde dans les deux épreuves. Elle finit à dixième place du contre-la-montre et à la treizième de la course en ligne.

### Saison 2009
Sur le Tour de Berne, elle est huitième. Sur le Tour de l'Aude, elle remporte le prologue. Dans la deuxième étape contre-la-montre par équipe, Columbia-HTC termine quatrième. Linda Villumsen est dixième du classement général final.
Elle gagne le prologue du RaboSter et en finit troisième,. Sur les championnats nationaux, elle remporte à la fois l'épreuve en ligne et du contre-la-montre au Danemark.
Au Tour d'Italie, Linda Villumsen est troisième du prologue,. Sur le Tour de Thuringe, elle tente de s'échapper à trente cinq kilomètres de l'arrivée dans la troisième étape avant de faire reprendre puis de parvenir à prendre le large. Elle gagne avec plus d'une minute d'avance sur la seconde et prend la tête du classement général. Elle est cinquième le lendemain, sixième le surlendemain. Cela lui permet de s'imposer au classement général. Sur l'épreuve en ligne, elle termine dans le groupe de tête à la douzième place.
En septembre, elle est deuxième du contre-la-montre individuel derrière Ellen van Dijk dans la deuxième étape du Holland Ladies Tour. Elle est troisième des championnats du monde contre-la-montre,.
Fin 2009, elle prend la nationalité néo-zélandaise à la suite d'un désaccord avec sa fédération,.

### Saison 2010
Le premier grand tour de la saison : le Tour de l'Aude, prend le départ le 19 mai. Sur le prologue Linda Melanie Villumsen réalise le deuxième temps. Sur le contre-la-montre par équipe de la troisième étape, l'équipe est deuxième derrière l'équipe Cervélo. Au classement général final, Linda Melanie Villumsen est quatorzième et première de l'équipe,. Sur le chrono Gatineau, elle est deuxième derrière Evelyn Stevens.
Elle prend part au Tour d'Italie. Sur le chrono, elle est quatrième.
L'équipe s'impose sur le contre-la-montre par équipe du Tour de Toscane devant l'équipe Cervélo. Lors du bref contre-la-montre de la quatrième étape, Linda Villumsen est quatrième,.
Au championnat du monde de contre-la-montre, elle monte sur la troisième place du podium.

### Depuis 2011
En 2011, elle rejoint l'équipe AA Drink - Leontien.nl.

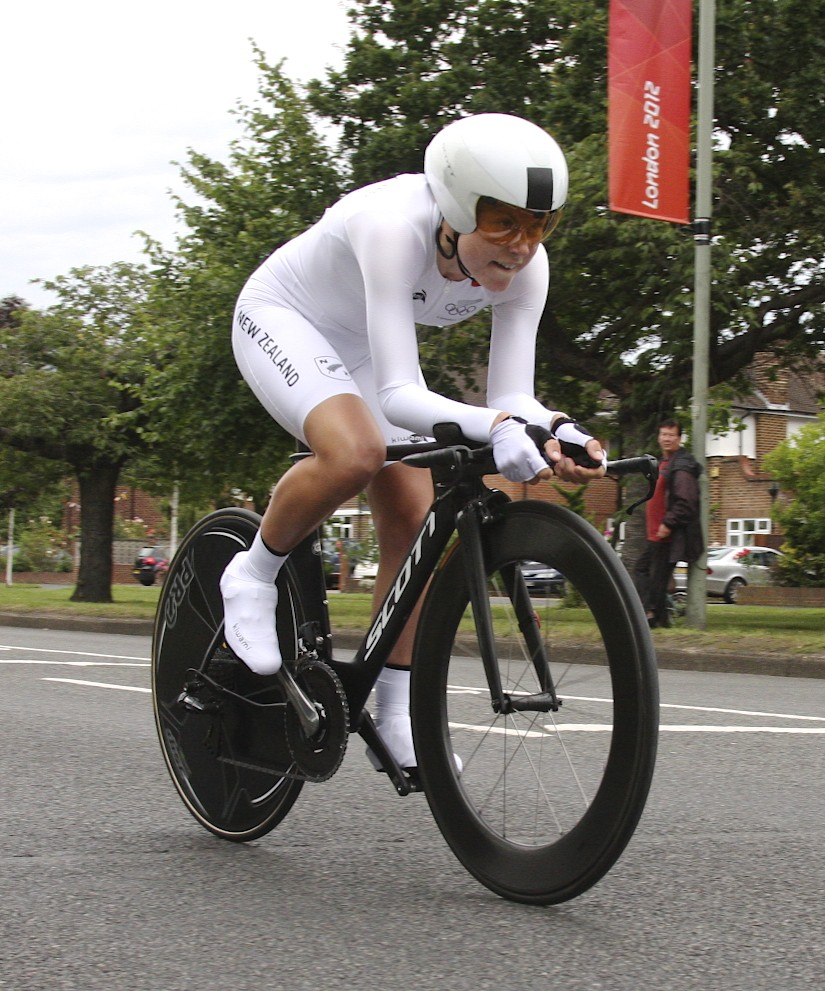
Aux jeux olympiques de Londres

En 2012, elle est troisième de la Flèche wallonne, seulement devancée par Evelyn Stevens et Marianne Vos. Sur l'Emakumeen Euskal Bira, elle confirme sa progression dans les ascensions en remportant le contre-la-montre en côte de la troisième étape. Au Tour du Trentin, elle est deuxième de la première étape derrière Noemi Cantele. Le lendemain, elle finit septième à cinquante-et-une secondes de Fabiana Luperini. Elle s'impose sur le contre-la-montre en côte de la dernière étape ce qui lui permet d'inscrire son nom au palmarès.
En 2013, sur la Route de France, après six étapes remportées au sprint par Giorgia Bronzini, la dernière étape est plus disputée. Evelyn Stevens produit une attaque dans une ascension difficile, Linda Villumsen, la suit puis la contre, creusant l'écart dans la descente. Elle finit avec une avance plus de cinq minutes et gagne par la même occasion la Route de France,.

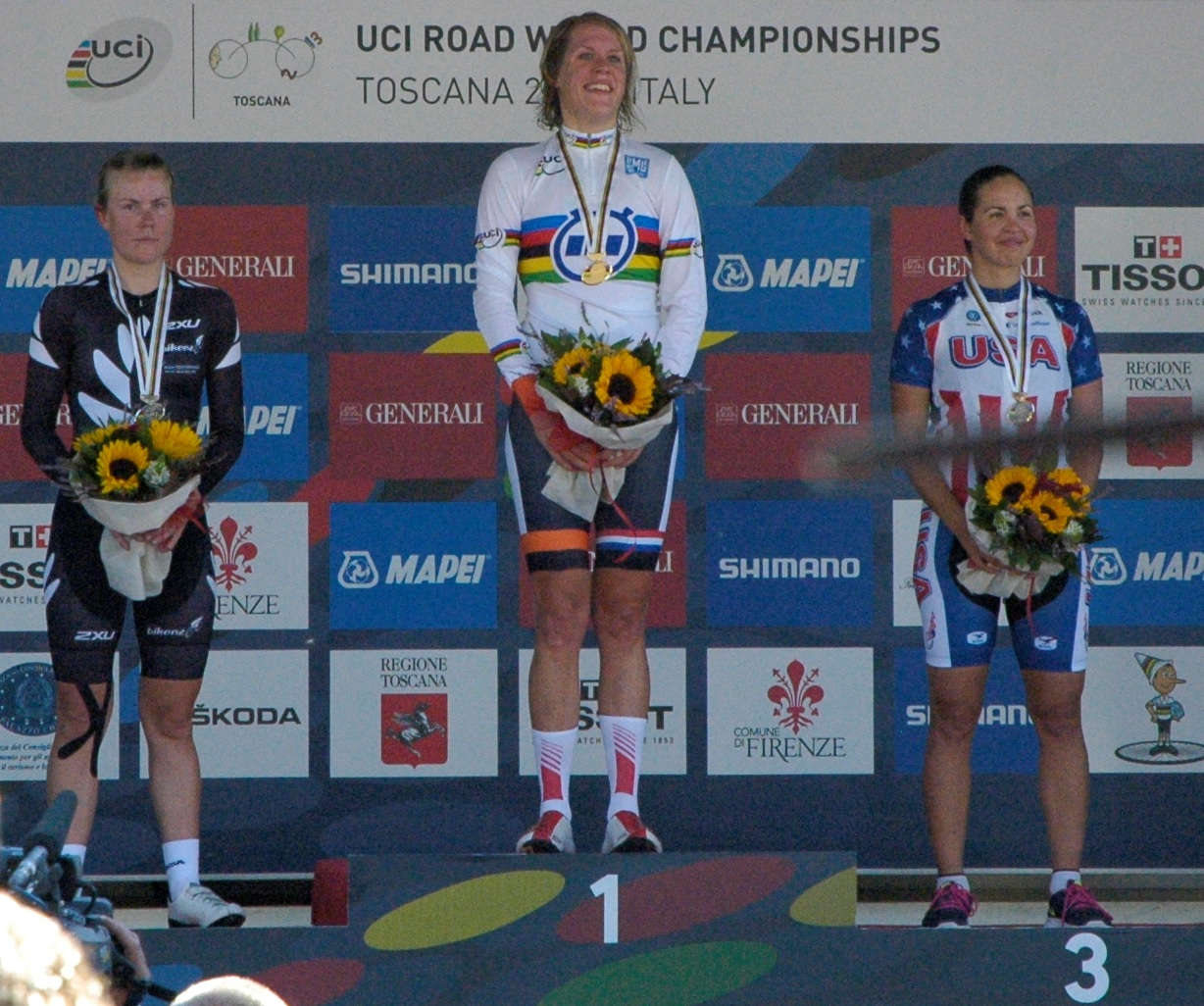
Podium des championnats du monde 2013 contre-la-montre

En 2015, elle intègre la formation UnitedHealthcare qui lui permet de se concentrer sur ses objectifs. En début d'année, elle devient championne de Nouvelle-Zélande sur route. Aux championnats du monde, elle décroche le titre mondial du contre-la-montre en devançant de deux secondes la Néerlandaise Anna van der Breggen. Toutefois, comme elle n'a pas utilisé le vélo de contre-la-montre de Wilier, le sponsor de son équipe UnitedHealthcare, la direction de l’équipe a envisagé temporairement son licenciement. Sur l'épreuve en ligne, elle suit les meilleurs jusqu'à la dernière difficulté et termine vingt-deuxième. 
En 2016, elle participe aux Jeux olympiques et termine sixième du contre-la-montre et 23e de la course en ligne. En 2017, elle rejoint l'équipe VéloCONCEPT, basée au Danemark, son pays de naissance. Aux Jeux du Commonwealth de 2018, elle remporte la médaille d'argent du contre-la-montre individuel. Elle quitte l'équipe Virtu le 26 mai 2018.

## Vie privée
Linda Villumsen vit en couple avec l'ancienne cycliste Emma Trott, la sœur aînée de la multiple championne olympique Laura Trott.

## Palmarès

### Palmarès année par année
| - 2004 - 1reb étape du Holland Ladies Tour (contre-la-montre par équipes) - 2005 - 4eb étape du Holland Ladies Tour (contre-la-montre par équipes) - 2e du championnat du Danemark sur route - 2e du Tour de Drenthe - 2e de la Wellington Women's World Cup - 3e du championnat du Danemark du contre-la-montre - 4e du championnat d'Europe du contre-la-montre espoirs - 2006 - Championne d'Europe du contre-la-montre espoirs - Championne du Danemark du contre-la-montre - Championne du Danemark sur route - 1re étape du Ster Zeeuwsche Eilanden (contre-la-montre par équipes) - Route de France : - Classement général - 4e étape secteur b (contre-la-montre par équipes) - GP Sankomij Veldhoven - 4eb étape du Holland Ladies Tour (contre-la-montre par équipes) - 2e de l'Heure d'Or féminine - 3e du Ster Zeeuwsche Eilanden - 2007 - Championne d'Europe du contre-la-montre espoirs - 2e (contre-la-montre par équipes) et 6e étapes du Tour de l'Aude - 3e du Holland Ladies Tour - 2008 - Championne du Danemark du contre-la-montre - Championne du Danemark sur route - 1re étape du Tour de Toscane féminin-Mémorial Michela Fanini (contre-la-montre par équipes) - 2e du contre-la-montre par équipes de l'Open de Suède Vårgårda - 5e de la course en ligne aux Jeux olympiques de Pékin - 10e du championnat du monde du contre-la-montre - 2009 - Championne du Danemark du contre-la-montre - Championne du Danemark sur route - Prologue du Tour de l'Aude - 1re étape du Ster Zeeuwsche Eilanden (contre-la-montre) - Tour de Thuringe : - Classement général - 3e étape - GP Costa Etrusca-Giro dei comuni Castellina M.MA-Santa Luce - 2e du contre-la-montre par équipes de l'Open de Suède Vårgårda - Médaillée de bronze du contre-la-montre aux championnats du monde - 3e du Ster Zeeuwsche Eilanden - 8e du Tour de Berne - 10e du Tour de l'Aude - 2010 - 1re étape du Tour de Toscane féminin-Mémorial Michela Fanini (contre-la-montre par équipes) - Médaillée d'argent du contre-la-montre aux Jeux du Commonwealth de New Delhi - 2e du championnat de Nouvelle-Zélande sur route - 2e du Chrono Gatineau - 2e du contre-la-montre par équipes de l'Open de Suède Vårgårda - Médaillée de bronze du championnat du monde du contre-la-montre - 3e du championnat de Nouvelle-Zélande du contre-la-montre | - 2011 - Médaillée d'argent au championnat du monde du contre-la-montre - 2e du contre-la-montre par équipes de l'Open de Suède Vårgårda - 9e du Grand Prix de la Ville de Valladolid - 2012 - 5e étape du Tour de Nouvelle-Zélande - 3e étape de l'Emakumeen Euskal Bira (contre-la-montre) - Tour du Trentin international féminin : - Classement général - 2e étape secteur b (contre-la-montre) - Médaillée d'argent au championnat du monde du contre-la-montre par équipes - 2e du contre-la-montre par équipes de l'Open de Suède Vårgårda - Médaillée de bronze au championnat du monde du contre-la-montre - 3e du GP Stad Roeselare - 3e de la Flèche wallonne - 4e du contre-la-montre aux Jeux Olympiques de Londres - 10e de la Coupe du monde - 10e de la course en ligne de l'Open de Suède Vårgårda - 2013 - Championne de Nouvelle-Zélande du contre-la-montre - Route de France : - Classement général - 7e étape - Prologue du Tour de l'Ardèche - Médaillée d'argent au championnat du monde du contre-la-montre - 5e du contre-la-montre par équipes de l'Open de Suède Vårgårda - 6e du championnat du monde sur route - 2014 - Médaillée d'or du contre-la-montre aux Jeux du Commonwealth de Glasgow - Tour de l'Ardèche : - Classement général - 2e étape (contre-la-montre) - 2e du championnat de Nouvelle-Zélande du contre-la-montre - 2e du championnat de Nouvelle-Zélande sur route - 8e de la Flèche wallonne - 8e du championnat du monde sur route - 9e du championnat du monde du contre-la-montre - 2015 - Championne du monde du contre-la-montre - Championne de Nouvelle-Zélande sur route - 2e du championnat de Nouvelle-Zélande du contre-la-montre - 2016 - Le Race - Prologue de la Joe Martin Stage Race - 2e de la Joe Martin Stage Race - 6e du contre-la-montre aux Jeux Olympiques de Rio de Janeiro - 2017 - 5e du Boels Ladies Tour - 6e du championnat du monde du contre-la-montre - 6e du contre-la-montre par équipes de l'Open de Suède Vårgårda - 2018 - Médaillée d'argent du contre-la-montre aux Jeux du Commonwealth de Gold Coast |

### Championnats
|  | Année                                             | 2006 | 2007 | 2008 | 2009 | 2010 | 2011 | 2012 | 2013 | 2014 | 2015 |
|  | Championnats du Danemark sur route                | 1re  | -    | 1re  | 1re  |      |      |      |      |      |      |
|  | Championnats du Nouvelle-Zélande sur route        |      |      |      |      | 2e   | -    | -    | 8e   | 2e   | 1re  |
|  | Championnats du Danemark contre-la-montre         | 1re  | -    | 1re  | 1re  |      |      |      |      |      |      |
|  | Championnats du Nouvelle-Zélande contre-la-montre |      |      |      |      | 3e   | -    | -    | 1re  | 2e   | 2e   |
|  | Championnats du monde sur route                   | -    | -    | 13e  | 16e  | 19e  | -    | 7e   | 6e   | 8e   |      |
|  | Championnats du monde contre-la-montre            | 14e  | -    | 10e  | 3e   | 3e   | 2e   | 3e   | 2e   | 9e   | 1re  |

### Classement UCI
| Année          | 2006 | 2007 | 2008 | 2009 | 2010 | 2011 | 2012 | 2013 | 2014 | 2015 | 2016 | 2017 |
| Classement UCI | 29e  | 57e  | 26e  | 15e  | 34e  | 37e  | 9e   | 12e  | 31e  | 48e  | 78e  | 61e  |

## Récompenses
- Cycliste danois de l'année en 2006